# ساداکو ساساکی
ساداکو ساساکی (佐々木 禎子 Sasaki Sadako) دختر ژاپنی متولد هفتم ژانویهٔ ۱۹۴۳ در هیروشیما، ژاپن بود که هنگامی که فقط دو سال داشت، بمب اتمی «پسرک» توسط نیروی هوایی ایالات متحده آمریکا به روی هیروشیما انداخته شد.

## انفجار اتمی
هنگامی که بمب به هیروشیما برخورد کرد، ساداکو که بیش از ۱٫۶ کیلومتر از مرکز انفجار فاصله داشت، توسط موج حاصل از انفجار به بیرون از پنجرهٔ خانه‌اش پرتاب شد. مادرش که گمان می‌کرد او مرده‌است، سراسیمه به بیرون دوید اما دختر دو ساله‌اش را زنده یافت. ساداکو به نظر سالم می‌رسید ولی در اصل به دلیل قرار گرفتن در معرض تشعشعات اتمی به بیماری لوسمی مبتلا شده بود و هر سال آثار این بیماری بیش از سال قبل در او پیدا می‌شد.

## تشخیص بیماری
ساداکو در حالی بزرگ شد که به ورزش دو عشق می‌ورزید. او در مدرسه به عنوان یکی از اعضای ذخیره تیم دو شناخته می‌شد تا اینکه یک روز سرگیجهٔ او که گاهی به سراغش می‌آمد شدیدتر شد و او بی‌هوش بر زمین افتاد. او سپس به بیمارستان صلیب سرخ در نزدیکی محل زندگیش منتقل شد و بالاخره در فوریهٔ ۱۹۵۵ بیماری او تشخیص داده و او بستری شد.

## هزار درنای کاغذی
با وجود بیماری سختش، نه تنها ساداکو هیچ‌گاه امیدش به زندگی را از دست نداد، بلکه مایهٔ امیدواری سایر بیماران در بیمارستان بود. یک روز، یکی از دوستان نزدیک او به نام «چی‌زوکو هاماموتو» که برای ملاقاتش به بیمارستان رفته بود، برای او افسانه هزار درنای کاغذی را تعریف کرد؛ افسانه‌ای ژاپنی که بر اساس آن، اگر شخص بیماری هزار درنای کاغذی بسازد، خداوند آرزویش را برمی‌آورد و بیماری‌اش را شفا می‌دهد. با وجود اینکه ساداکو خود می‌دانست چند تکه کاغذ بیماری او را بهبود نمی‌دهد، این افسانه را به فال نیک گرفت و شروع به ساختن درناهای کاغذی کرد و آن‌ها را به سقف اتاقش در بیمارستان آویخت.

## پایان زندگی
ساداکو مدام ضعیف‌تر می‌شد و درد به او امان نمی‌داد اما با این وجود ساختن درناها را تا آخرین روزهای زندگی ادامه داد و توانست ۶۴۴ درنا را با دستان خود بسازد. در پایان، ساداکوی دوازده ساله، در ۲۵ اکتبر ۱۹۵۵ در حالی که خانواده‌اش به دور او حلقه زده بودند، از دنیا رفت.

## یادبود

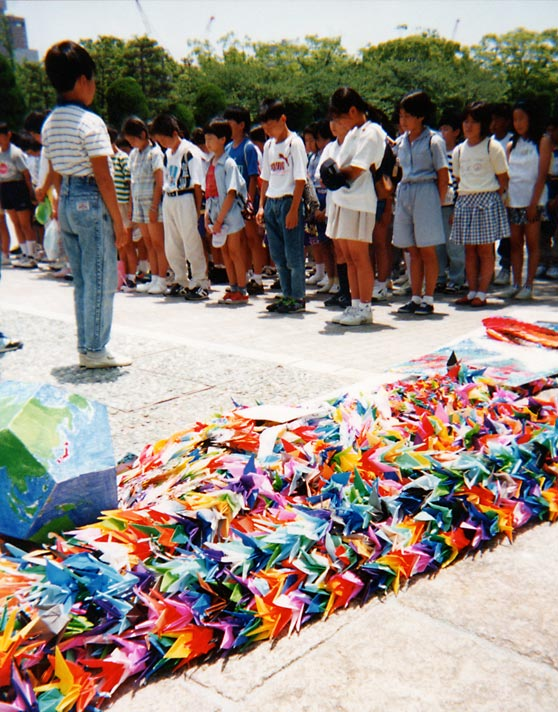
دانش‌آموزان ژاپنی در حال ادای احترام به قربانیان خردسال بمباران اتمی، در کنار هزار درنای کاغذی رنگارنگ

ساداکو در حالی چشم از جهان فروبست که فقط توانسته بود ۶۴۴ درنا را بسازد؛ اما این پایان رؤیای او نبود و هم‌کلاسی‌هایش ۳۵۶ درنای کاغذی دیگر ساختند تا تعدادشان به همراه درناهای ساداکو به هزار رسید. بعد، همهٔ آن‌ها را به همراه ساداکو به خاک سپردند. بعد از مراسم تدفین، هم‌کلاسی‌های ساداکو نامه‌هایش را گردآوردند و آن‌ها را در کتابی با عنوان کوکی‌شی (نام عروسک چوبی ساداکو که آن را بسیار دوست می‌داشت) به چاپ رساندند. این کتاب به سرعت در ژاپن و سپس در سراسر جهان منتشر شد و همهٔ مردم از داستان ساداکو و هزار درنای کاغذیش آگاه شدند. امروزه با توجه به علاقه ساداکو به ایجاد صلح در دنیا، درناهای کاغذی ساداکو به عنوان نماد بین‌المللی صلح در دنیا شناخته می‌شوند.
دوستان ساداکو همچنین در سرتاسر ژاپن شروع به جمع‌آوری پول کردند تا بنای یادبودی برای او بسازند. رؤیای آن‌ها خیلی زود به حقیقت پیوست و در سال ۱۹۵۸ در پارک صلح شهر هیروشیما از مجسمهٔ او پرده‌برداری شد. آن مجسمه، ساداکوست که با بازوانی گشوده، با یک درنای طلایی در دست، بر روی کوهی از سنگ مرمر ایستاده‌است. به افتخار ساداکو، انجمنی در ژاپن تأسیس شد که هنوز هم همه ساله درناهای کاغذی می‌سازند و در روز صلح (ششم ماه اوت)، روزی که بمب اتمی آمریکا بر شهر هیروشیما فرود آمد، در زیر مجسمه ساداکو می‌گذارند. آرزوی آن‌ها و تمام جهان این‌گونه روی سنگ مرمر نقش بسته‌است:
این است فریاد ما، این است آرزوی ما، صلح در تمام دنیا.
همچنین مجسمه‌ای دیگر از ساداکو از جنس برنز در پارک صلح شهر سیاتل، واشینگتن جای دارد.